# Mucor
Genre
Mucor est un genre de champignons de l'ordre des Mucorales. 

## Altération des fromages
Les mucors, appelés populairement « poils de chat » par les transformateurs de lait en fromage, peuvent être responsables d'« accidents de fromagerie ».

## Liste d'espèces
Selon NCBI (21 mars 2012) :
- non-classé Mucor luteus

Selon ITIS (21 mars 2012) :
- Mucor caninus Pers.

Selon Catalogue of Life (21 mars 2012) :
- Mucor adventitius
- Mucor albus
- Mucor aligarensis
- Mucor amphibiorum
- Mucor ardhlaengiktus
- Mucor azygosporus
- Mucor bacilliformis
- Mucor bainieri
- Mucor circinelloides
- Mucor falcatus
- Mucor flavus
- Mucor fragilis
- Mucor fuscus
- Mucor genevensis
- Mucor gigasporus
- Mucor grandis
- Mucor guilliermondii
- Mucor hiemalis
- Mucor inaequisporus
- Mucor indicus
- Mucor lausannensis
- Mucor laxorrhizus
- Mucor minutus
- Mucor mousanensis
- Mucor mucedo
- Mucor nanus
- Mucor oblongiellipticus
- Mucor oblongisporus
- Mucor odoratus
- Mucor piriformis
- Mucor plasmaticus
- Mucor plumbeus
- Mucor prayagensis
- Mucor psychrophilus
- Mucor racemosus
- Mucor ramosissimus
- Mucor recurvus
- Mucor renisporus
- Mucor saturninus
- Mucor sinensis
- Mucor strictus
- Mucor subtilissimus
- Mucor troglophilus
- Mucor tuberculisporus
- Mucor ucrainicus
- Mucor variabilis
- Mucor variosporus
- Mucor virens
- Mucor zonatus
- Mucor zychae